# Злуникин, Владимир Григорьевич
Владимир Григорьевич Злуникин (род. 1919) — советский писатель, поэт, прозаик, журналист.

## Биография
Родился в 1919 году в деревне Екатериновка Льговского уезда Курской губернии.
Во время ВОВ, под псевдонимом В.Дубровский, был редактором подпольной газеты «Народный мститель» Дмитриевского подпольного окружкома КПСС. Газета выходила с 30 декабря 1942 года по 26 февраля 1943 года, всего было выпущено девять номеров газеты общим тиражом около 11800 экземпляров, по 3000 экземпляров в номере. В основном в ней сообщались сводки Совинформбюро, а также рассказывалось о политике террора, проводимого оккупационными войсками, публиковались статьи о действиях партизан.
5 мая 1943 года «Курская правда», отмечая заслуги «Народного мстителя», писала:
Когда после войны мы поместим комплект этой газеты в музей, было бы правильно положить его с нашими автоматами, минами, бомбами. Эта маленькая газетка была первоклассным оружием людей.
В отряде также издавались листовки: «Правда о Красной Армии», «В последний час». «Красная Армия наступает» и другие. Всего было выпущено 13 наименований листовок общим тиражом 9200 экземпляров.
После войны работал главным редактором Дмитриевской районной газеты «Коллективист», собкором газеты «Курская правда». Написал документальную повесть «Вера» о Дмитриевской партизанке Вере Терещенко.
С начала 1960-х проживал в Благовещенске-на-Амуре, где продолжал публиковать стихи и повести в местном издательстве, в частности, написал повесть «Парень с Амура: рассказ об Иване Федотове, одном из четырех героев Тихого океана». Под псевдонимом В. Малеев опубликовал стихи в сборнике «Жилой дымок». Печатался в коллективных сборниках, сотрудничал с различными советскими газетами, в частности, с газетой «Правда».